# فرودگاه شهرستان لوس آلاموس
فرودگاه شهرستان لوس آلاموس (به انگلیسی: Los Alamos County Airport) یک فرودگاه همگانی با کد یاتا LAM است که یک باند فرود آسفالت دارد و طول باند آن ۱۶۹۲ متر است. این فرودگاه در شهر لوس آلاموس، نیومکزیکو کشور ایالات متحده آمریکا قرار دارد و در ارتفاع ۲۱۸۵٫۷ متری از سطح دریا واقع شده است.